# Авок
Острів Авок — населений острів у провінції Малампа Вануату в Тихому океані. Орієнтовна висота місцевості над рівнем моря становить близько 166 метрів.  

## Населення
Станом на 2015 рік офіційно місцеве населення становило 189 осіб у 49 домогосподарствах. 